# 10093 Дізель
10093 Дізель (10093 Diesel) — астероїд головного поясу, відкритий 18 листопада 1990 року.
Тіссеранів параметр щодо Юпітера — 3,513.